# 차이나 블루
"차이나 블루"는 2012년에 개봉한 대한민국의 영화이다.

## 캐스팅
- 백성현 : 은혁 역
- 정주연 : 칭칭 역
- 김주영 : 길남 역
- 박재훈 : 윤식 역
- 최상학 : 상구 역
- 전창걸 : 위강 역
- 이상훈 : 스타장 역
- 정찬훈 : 마 사장 역
- 하태성 : 태성 역
- 이지운 : 후배 역
- 김태응 : 훈 역
- 손세빈 : 주원 역
- 임윤정 : 은아 역
- 서호철 : 호철 역
- 노승범 : 노 형사 역
- 송영재 : 길남 부 역
- 정하윤 : 소현 역
- 지대한 : 만국 역
- 이재구 : 음반사 사장 역
- 김종석 : 제비 역
- 공정환 : 노래방 취객 1 역
- 김좌형 : 노래방 취객 2 역
- 추연규 : 대학교 조교 역
- 이경영 : 은혁 부 역 (특별출연)